# Burqa Band
Burka Band — афганская женская музыкальная группа, основанная в конце 2002 года, в городе Кабул.

## История
Burqa Band известны как первая и до сих пор единственная девичья группа у себя на родине. Группа была сформирована в период оттепели после военной интервенции США в Афганистан в 2001 году и отстранения от власти талибов. Три молодые женщины, одетые в традиционные афганские одежды — паранджу, покрывающие их лица, и длинные халаты — записали любительские музыкальные видео на две песни. Одно из них — «Burka Blue» обрело большую популярность не только у себя на родине, но и разошлось по многим веб — сайтам разных стран мира. Группа гастролировала по Германии, и на их трек был сделан ремикс известным немецким диджеем Барбарой Моргенштерн. Все тексты женщины писали на английском языке. Девушки в парандже выступали на условиях анонимности, так как, по словам вокалистки группы, Наргиз, которая в 2007 году дала интервью польскому радио в Афганистане, что даже их семья не знает о записи ими их песен, потому что они боятся осуждения и притеснения от консервативного мусульманского общества в Афганистане.

## Синглы
- 2002 — «Burka Blue»
- 2002 — «No Burka»

## Альбомы
- 2002 — «Burka Blue»